# Nadikdik
Nadikdik (ou Knox), en marshallais Ņadikdik, est un atoll corallien inhabité de 18 îles de l'océan Pacifique et l'atoll le plus au sud de la chaîne Ratak des Îles Marshall. La superficie totale du terrain n'est que de 0,98 km2, mais il renferme une lagune en grande partie sablonneuse d'une superficie de 3,42 km2. L'atoll mesure 11 km de long et 2 km de large. Les plus grands îlots, situés sur les côtés ouest et nord, comprennent Aelingeo, Nadikdik et Nariktal. L'atoll est séparé par le passage Klee de la pointe sud de l'atoll de Mili auquel il était autrefois relié.

## Histoire
Nadikdik a été revendiqué par l'Empire allemand avec le reste des îles Marshall en 1884. Après la Première Guerre mondiale, l'île a été placée sous le mandat du Pacifique sud de l'empire du Japon. Après la fin de la Seconde Guerre mondiale, elle est passée sous le contrôle des États-Unis en tant que partie du territoire sous tutelle des îles du Pacifique jusqu'à l'indépendance des îles Marshall en 1986.

## Typhon
Le 30 juin 1905, l'atoll de Nadikdik a été complètement balayé par un énorme typhon qui a dévasté l'atoll jusqu'au corail nu. Tous les quelque 60 habitants ont péri, à l'exception de deux garçons qui ont survécu à un voyage de 24 heures sur un arbre à pain. Au cours du siècle qui a suivi, les îles se sont largement régénérées.